# Didymodon patagonicus
Didymodon patagonicus är en bladmossart som beskrevs av Brotherus 1924. Didymodon patagonicus ingår i släktet lansmossor, och familjen Pottiaceae. Inga underarter finns listade i Catalogue of Life.